# فيفيان بانغ
فيفيان بانغ (بالإنجليزية: Vivian Bang)‏ هي ممثلة أمريكية، ولدت في 23 أكتوبر 1983 في سول في كوريا الجنوبية.

## وصلات خارجية
- فيفيان بانغ على موقع IMDb (الإنجليزية)
- فيفيان بانغ على موقع قاعدة بيانات الفيلم (الإنجليزية)